# Domitila Barrios de Chungara
Domitila Barrios de Chungara (Llallagua, Potosí, Bolívia 7 de maio de 1937 - Cochabamba, Bolívia; 12 de março de 2012) foi uma líder operária. De família humilde deu numerosos depoimentos a respeito do sofrimento que tinham os mineiros de seu país. Foi famosa por sua luta pacífica contra as ditaduras de René Barrientos Ortuño e de Hugo Banzer Suárez.

## Biografia
Domitila Barrios Chungara nasceu no dia 7 de maio de 1937 na comunidade Catavi, dentro da mina Siglo XX.
Quando tinha dez anos, os rigores da vida do povo mineiro acabaram com a vida de sua mãe; então teve que cuidar a suas cinco irmãs menores, pois seu pai passava todo o dia trabalhando. Com o passar dos anos, deixou de ser uma vítima das circunstâncias e passou a converter-se em dona de seu destino. Em 1952, como esposa de um trabalhador mineiro, foi parte do Comité de Amas de Casa del Distrito Minero Siglo XX. Sua liderança já era evidente, o que a levou a ser designada Secretária Geral dessa organização.
Em junho de 1967, o presidente René Barrientos Ortuño enviou um contingente militar às comunidades de Catavi e Llallagua, para reprimir as reivindicações dos mineiros contra a exploração e os abusos dos grandes empresários. Depois da matança, Domitila Bairros Bacia foi presa e torturada pelos militares. Em consequência destes abusos perdeu o bebê que levava dentro de seu ventre. Estes fatos conhecem-se como o Massacre de San Juan.
No Natal de 1977, Barrios iniciou uma greve de fome junto com outras quatro mulheres mineiras contra a ditadura. Seguiram-lhes os sacerdotes Luis Espinal e Xavier Albó; e em pouco tempo, mais de 1.500 pessoas somaram-se à greve. Com o passar das horas, os grevistas multiplicaram-se por milhares, e ao regime militar não lhe ficou outra opção salvo a de recuar em favor da democracia.
Conseguiu derrubar a ditadura militar do Gral. Hugo Banzer Suárez obrigando-lhe a iniciar uma verdadeira abertura democrática e não um simulacro, como era originalmente planejado.
Tão destacado papel, no entanto, não foi o início, senão o resultado de uma trajetória que já então era notável. Como muitas das mulheres do seu extrato social e de sua geração se sentiu identificada com os projetos revolucionários dos anos 60 e 70 e pagou um alto preço por isso, pois as forças governamentais, como todas as que aspiram a eliminar a seus adversários, ou pelo menos suas ideias, não tiveram complacência em seu afã de calar a sua voz.
Mas como também costuma acontecer quando a perseverança e comprometimento com os próprios ideais é superior à tentação de fazer concessões, a perseguição da que foi objeto a líder mineira só serviu para multiplicar o alcance de sua palavra e da causa que representava. Assim, em 1975 sua voz chegou a ser ouvida em palcos internacionais e quando um ano depois seu depoimento se transformou num livro ―intitulado Si me permiten hablar…―, seu prestígio trascendeu as fronteiras de Bolívia.
Com esses antecedentes, em 1978 foi a primeira mulher a encabeçar, acompanhando como candidata à vice-presidência ao dirigente camponês Casiano Amurrio, uma fórmula eleitoral em representação do hoje extinto Frente Revolucionário de Esquerda (FRI). E ainda que a fórmula não foi do todo exitosa em termos eleitorais, marcou toda uma meta inaugural no processo democrático do que ainda hoje somos testemunhas, pois na figura de Domitila Bairros se sintetizaram causas que ainda hoje mantêm plena vigência como a participação das mulheres, os camponeses e os operários na condução de Bolívia.
Estes depoimentos foram posteriormente recompilados nos livros Si me permiten hablar... Domitila, uma mulher das minas de Bolívia e Aqui também Domitila!. Em 1975 participou na Tribuna do Ano Internacional da Mulher realizada por Nações Unidas, sendo a única mulher de classe operária que assistiu ao evento. Em 1978 iniciou uma greve de fome, à que se aderiram rapidamente dezenas de pessoas de todo seu país, que culminou com a queda do então ditador Hugo Banzer. Também foi nominada para o Prêmio Nobel da Paz 2005 junto com Ana María Romero de Campero e Nicolasa Esmaga, entre 1.000 mulheres destacadas do mundo, um ano dantes criou o Movimento Guevarista, agrupamento político que pretende representar a luta do povo.
Faleceu de câncer de pulmão, na cidade de Cochabamba, em 13 de março de 2012, aos 74 anos de idade. Posteriormente o Governo Nacional de Bolívia declarou 3 dias de luto nacional.
O Governo boliviano a condecorou de maneira póstuma com a  Orden del Cóndor de los Andes. A distinção foi-lhe imposta pelo presidente Evo Morais, quem chegou ao vale para render homenagem à dirigente das mulheres mineiras.
Domitila Bairros Bacia foi mãe de sete filhos, e autora de dois livros autobiográficos:  Si me permiten hablar e ¡Aquí también Domitila!, que tiveram difusão mundial. Também escreveu apostilas de capacitação sindical e política. Fundou a Escola Móvel de Formação Sindical que leva seu nome, e trabalhou em Quillacollo e Cochabamba.